# Carlsen Comics

Carlsens logo.

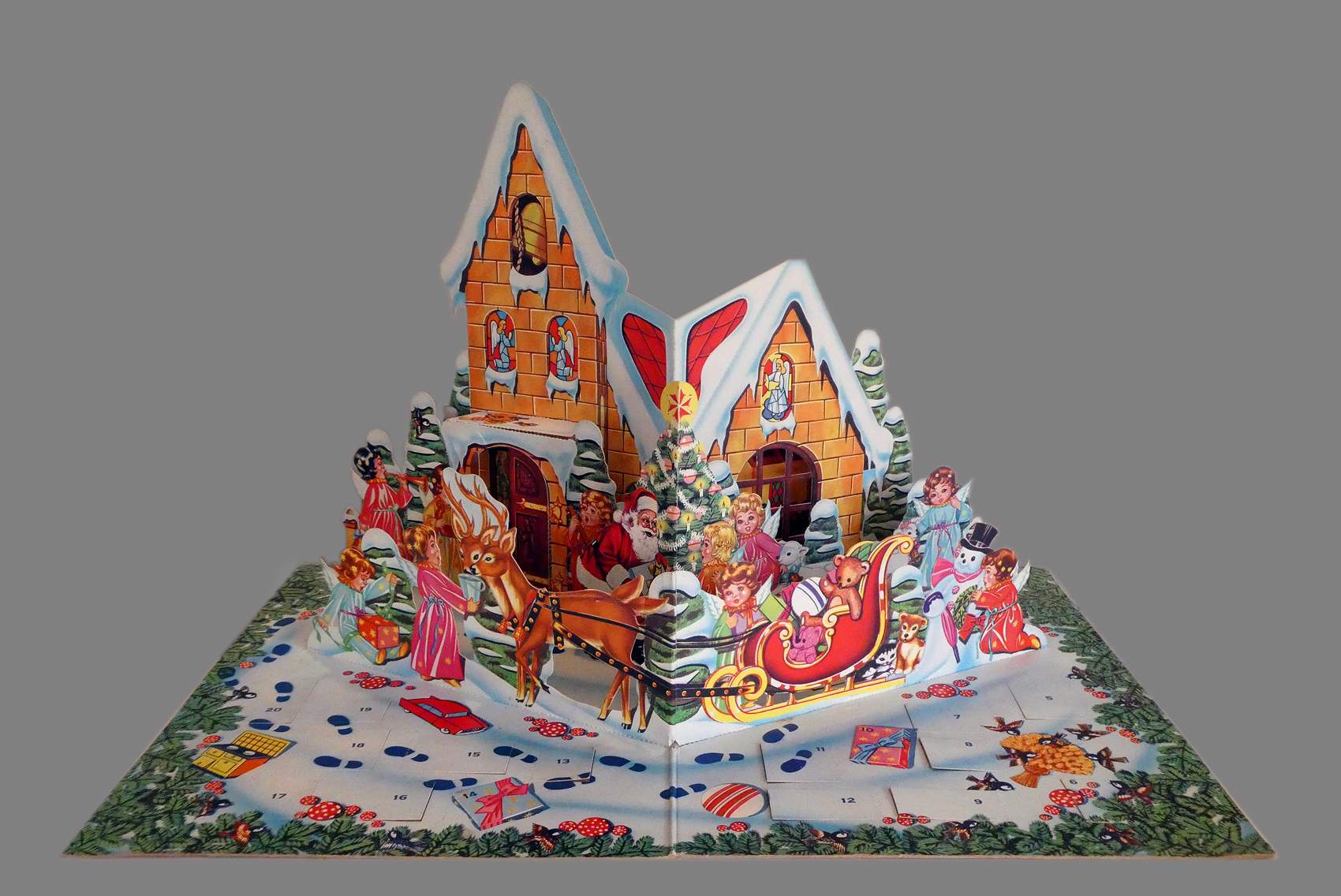
Uppfällbar julkalender från Carlsen Verlag 1959.

Carlsen Comics är en etikett för serieutgivning, använd i Sverige, Danmark och Tyskland. I Sverige brukas den för Bonnier Carlsen Bokförlags utgivning, som sedan millennieskiftet huvudsakligen har bestått av Tintin (i nyöversättning 2004–2005), Prins Valiant (1991–2007) och – huvudsakligen under sidoetiketten BC Manga – en stor mängd mangaserier, varav den mest långlivade utgivningen, One Piece, avslutades 2013. Serieutgivningen på det svenska bolaget har successivt avstannat, medan tyska Carlsen fortfarande (2014) är en stor utgivare av både europeiska, amerikanska och asiatiska tecknade serier.

## Historik

### Eget förlag
Etiketten Carlsen Comics går tillbaka till 1942 då det danska bokförlaget Carlsen (grundat 1899 som P.I.B.) sjösatte sitt barnboksförlag Illustrationsforlaget (på svenska Illustrationsförlaget), vilket sedermera slogs samman med moderförlaget och blev Carlsen/if. Bland förlagets tidigaste serier märks Rasmus Klump, som samma förlag också gav ut på svenska (Rasmus Nalle).
På 1960-talet började man ge ut Hergés serie Tintin i såväl Danmark som Sverige och Tyskland. Tintin blev starten för en kraftigt växande serieutgivning, som också fick till följd att man 1972 etablerade etiketten Carlsen Comics. 
Under 1970-talet gav man ut en stor mängd serier, framför allt från det fransktalande Europa, i alla de tre länderna; på den svenska marknaden följdes Tintin upp med, bland många andra, Johan, Lotta och Jocko, Spirou, Smurferna, Buddy Longway, Blake & Mortimer, Blueberry och Blårockarna. Dessutom presenterade man under åren 1970-75 en mängd både kända och tidigare okända serier i åtta antologiböcker, Comics - den stora serieboken, som även gavs ut i Finland.

### Bonnier
1980 såldes förlaget Carlsen till den svenska Bonnierkoncernen. Under åttiotalet avstannade 1970-talets tillväxt något, inte minst i Sverige, och utgivningen kom också att bli mer mångskiftande.
1991 lät Bonnierförlagen slå samman det danska Carlsen/if med konkurrenten Interpresse (också det Bonnierägt), och två år senare genomfördes en liknande ihopslagning i Sverige, då det svenska Carlsen/if gick samman med Bonniers Juniorförlag och bildade Bonnier Carlsen Bokförlag. Den svenska utgivningen fortsatte att krympa under 1990-talet, och vid millennieskiftet bestod den nästan uteslutande av Tintin och Prins Valiant, jämte katten Gustaf och den svenska Eva och Adam.
2001 tilldelades det svenska Carlsen Comics Seriefrämjandet pris Unghunden. 2000-talet kom därefter att innebära en ökad utgivning på den svenska marknaden, nästan odelat tack vare det nyvaknade intresset för mangaserier. 
Det danska Carlsen-förlaget såldes till den danska Egmont-koncernen 2007. EU:s konkurrensregler tillät dock inte att förlagets digra serieutgivning gick till Egmont, som redan var en av Europas största aktörer på seriemarknaden. Som en följd av detta såldes danska Carlsen Comics titlar till det nystartade förlaget Cobolt. Sedermera har dock Carlsen gett sig in på seriemarknaden igen, vilket har lett till att rubriken "Carlsen Comics" har återkommit också på den danska marknaden.

## Svensk utgivning

### Illustrationsförlaget (1968–1972)
| Titel                         | Land    | Originaltitel      | Premiärår |
| ----------------------------- | ------- | ------------------ | --------- |
| Rasmus Nalle                  | Danmark | Rasmus Klump       | 1954      |
| Tintin                        | Belgien | Tintin             | 1968      |
| Snobben                       | USA     | Peanuts            | 1969      |
| Comics - den stora serieboken |         | antologi           | 1970      |
| Johan, Lotta och Jocko        | Belgien | Jo, Zette et Jocko | 1971      |

### Carlsen/if (1972–1980)
Förlaget bytte namn till Carlsen/if (if= Illustrationsförlaget). Under sjuttiotalet exploderade förlagets serieutgivning, nu under etiketten "Carlsen Comics".
| Titel                        | Land           | Originaltitel                | Premiärår |
| ---------------------------- | -------------- | ---------------------------- | --------- |
| Felix                        | Sverige        | svensk serie                 | 1973      |
| Fenomenala fyran             | Belgien        | Les 4 As                     | 1973      |
| Alix                         | Frankrike      | Alix l'intrépide             | 1974      |
| Blårockarna                  | Belgien        | Les Tuniques Bleues          | 1974      |
| Gaston                       | Belgien        | Gaston                       | 1974      |
| Knallhatten                  | USA            | Li'l Abner                   | 1974      |
| Modesty Blaise               | Storbritannien | Modesty Blaise               | 1974      |
| Spirou                       | Belgien        | Spirou et Fantasio           | 1974      |
| Attila                       | Belgien        | Attila                       | 1975      |
| Jeff Hawke                   | Storbritannien | Jeff Hawke                   | 1975      |
| Linda och Valentin           | Frankrike      | Valérian et Laureline        | 1975      |
| Mark Trail                   | USA            | Mark Trail                   | 1975      |
| Riddar Eldhjärta             | Belgien        | Chevalier Ardent             | 1975      |
| Spårhundarna                 | Storbritannien | The Seekers                  | 1975      |
| Tim och Tommy                | Belgien        | Tif et Tondu                 | 1975      |
| Indianserien                 | Nederländerna  | Indianenreeks                | 1976      |
| Kapten Prince                | Belgien        | Bernard Prince               | 1976      |
| Johan och Pellevin           | Belgien        | Johan et Pirlouit            | 1976      |
| Kvast-Hilda                  | USA            | Broom Hilda                  | 1976      |
| Mamsen                       | USA            | Momma                        | 1976      |
| Rödöga                       | USA            | Redeye                       | 1976      |
| Skinnstrumpa                 | USA            | Catfish                      | 1976      |
| Spirit                       | USA            | The Spirit                   | 1976      |
| Buddy Longway                | Schweiz        | Buddy Longway                | 1977      |
| Crock                        | USA            | Crock                        | 1977      |
| IF:s Klassiker               |                | antologi                     | 1977      |
| Starke Staffan               | Belgien        | Benoît Brisefer              | 1977      |
| Våran fröken                 | USA            | Miss Peach                   | 1976      |
| Blake och Mortimer           | Belgien        | Blake et Mortimer            | 1978      |
| Conan                        | USA            | Conan the Barbarian          | 1978      |
| Corto Maltese                | Italien        | Corto Maltese                | 1978      |
| Oliver och Colombina         | Belgien        | Olivier Rameau               | 1978      |
| Sibyllina                    | Belgien        | Sibylline                    | 1978      |
| Smurferna                    | Belgien        | Les Schtroumpfs              | 1978      |
| Sånt är livet                | Frankrike      | Tranches de Vie              | 1978      |
| Yakari                       | Schweiz        | Yakari                       | 1978      |
| Adeles extraordinära äventyr | Frankrike      | Adèle Blanc-Sec              | 1979      |
| Blueberry                    | Frankrike      | Lieutenant Blueberry         | 1979      |
| Ka-Zar                       | USA            | Ka-Zar                       | 1979      |
| Klorofyll                    | Belgien        | Chlorophylle                 | 1979      |
| Nick Fury - Agent för SHIELD | USA            | Nick Fury                    | 1979      |
| Simon                        | Frankrike      | Simon du Fleuve              | 1979      |
| Spindeln                     | USA            | Spiderman                    | 1979      |
| Al Crane                     | Belgien        | Al Crane                     | 1980      |
| Chaminou                     | Belgien        | Chaminou                     | 1980      |
| Comanche                     | Belgien        | Comanche                     | 1980      |
| Ergun Vandraren              | Belgien        | Ergün l'errant               | 1980      |
| Familjen Svenssons äventyr   | Nederländerna  | Jan, Jans en de kinderen     | 1980      |
| Franka                       | Nederländerna  | Franka                       | 1980      |
| Katten Karlsson              | Belgien        | Poussy                       | 1980      |
| Klotjohan                    | Sverige        | svensk serie                 | 1980      |
| Ratte                        | Sverige        | svensk serie                 | 1980      |
| Steve Pops                   | Belgien        | Steve Pops                   | 1980      |
| Världens kung                | USA            | The World of the Wizard King | 1980      |

Dessutom släpptes flera engångspublikationer:
1978: 
- "Go West - Barnaby Bumper i Vilda Västern" ("Go West" ) av Greg & Derib
- "Staden som inte fanns" ("La ville que n'existait pas" ) av Pierre Christin & Enki Bilal

1979:
- "Den förhäxade hunden" ("Cindy Lou and the Witch's Dog" ) av Jack Kent
- "Ett hus i Bronx" ("A contract with God" ) av Will Eisner
- "Terroristerna" ("Les Phalanges de l'Ordre Noir" ) av Pierre Christin & Enki Bilal
- "Ville" () av Jan Lööf

1980:
- "Jakten på grizzlyn" ("La Saga du grizzly" ) av Claude Auclair
- "Kvinnan från stjärnorna" ("Champakou" ) av Jéronaton
- "Mardrömmarnas stad" ("Scènes de la vie de banlieue" ) av Caza

### Bonnier (1981–1992)
1980 såldes Carlsen/if till det svenska Bonnierförlagen. Etiketten "Carlsen Comics" bibehölls dock.
| Titel                     | Land          | Originaltitel                              | Premiärår |
| ------------------------- | ------------- | ------------------------------------------ | --------- |
| Bemböleborna              | Finland       | Hölmölän                                   | 1981      |
| Charles och Victor        | Frankrike     | Victor Billetdoux                          | 1981      |
| El Cid                    | Spanien       | El Cid                                     | 1981      |
| Leffe i storstan          | Norge         | Leif i forstaden                           | 1981      |
| Mickes äventyr            | Belgien       | Modeste et Pompon                          | 1981      |
| Pythagoras                | Belgien       | Pythagore                                  | 1981      |
| Resande med vinden        | Frankrike     | Les Passagers du vent                      | 1981      |
| Smecken och Sulan         | Belgien       | Quick et Flupke                            | 1981      |
| Sofie                     | Belgien       | Sophie                                     | 1981      |
| Teobald                   | Nederländerna | Douwe Dabbert                              | 1981      |
| Torotterna                | Belgien       | Les Toyottes                               | 1981      |
| Yann                      | Frankrike     | Yann le migrateur                          | 1981      |
| Lukas och Sylvester       | Belgien       | Jacky et Célestin                          | 1982      |
| Globi                     | Schweiz       | Globi                                      | 1982      |
| Blå skogens väktare       | Sverige       | svensk serie                               | 1983      |
| Dani Futuro               | Spanien       | Dani Futuro                                | 1983      |
| Marc Mathieu              | Frankrike     | Marc Mathieu                               | 1983      |
| Johnny Hazard             | USA           | Johnny Hazard                              | 1983      |
| Kelly Green               | Belgien       | Kelly Green                                | 1983      |
| Manfred                   | Belgien       | Mirliton                                   | 1983      |
| Nicéphore Vaucanson       | Frankrike     | Nicéphore Vaucanson                        | 1983      |
| Rocky                     | Frankrike     | Lucien                                     | 1983      |
| Tom Puss                  | Nederländerna | Tom Poes                                   | 1983      |
| Gyllene Rosens äventyr    | Sverige       | svensk serie                               | 1984      |
| Han som föddes två gånger | Schweiz       | Celui qui est né deux fois                 | 1984      |
| Panda                     | Nederländerna | Panda                                      | 1984      |
| Clifton                   | Belgien       | Clifton                                    | 1985      |
| Max Friedman              | Italien       | Max Fridman                                | 1986      |
| Ray Banana                | Frankrike     | Ray Banana                                 | 1986      |
| Rosa Pantern              | USA           | The Pink Panther                           | 1986      |
| Varghunden                | Frankrike     | Les Aventures de Croc-Blanc                | 1986      |
| Världens ände             | Frankrike     | Balade au Bout du Monde                    | 1986      |
| Stéphanes resor           | Schweiz       | Stéphane Clément, chroniques d'un voyageur | 1986      |
| Hacke Hackspett           | Danmark       | Søren Spætte                               | 1987      |
| Harald Hattmus            | Danmark       | Petter Hattemus                            | 1987      |
| Prinsessans och pagen     | Frankrike     | Brunelle et Colin                          | 1987      |
| Sambre                    | Frankrike     | Sambre                                     | 1987      |
| Timmy Titan               | Italien       | Timothee Titan                             | 1987      |
| Valhall                   | Danmark       | Valhalla                                   | 1987      |
| Gaspard                   | Belgien       | Gaspard de la Nuit                         | 1988      |
| Marsupilami               | Frankrike     | Marsupilami                                | 1988      |
| Balladen om magre Memed   | Turkiet       | İnce Memed                                 | 1989      |
| Gustaf                    | USA           | Garfield                                   | 1989      |
| Trollungen                | Norge         | Troll                                      | 1989      |
| CC pocket                 |               | antologi                                   | 1990      |
| Det nya folket            | Sverige       | svensk serie                               | 1990      |
| Den unge Spirou           | Belgien       | Le Petit Spirou                            | 1990      |
| Fähunden                  | Nya Zeeland   | Footrot Flats                              | 1991      |
| Giuseppe Bergman          | Italien       | Giuseppe Bergman                           | 1991      |
| Martin Udd                | Sverige       | svensk serie                               | 1991      |
| När kriget kom            | Danmark       | Danmark besat                              | 1991      |
| Nofret                    | Danmark       | Nofret                                     | 1991      |
| Prins Valiant             | USA           | Prince Valiant                             | 1991      |
| Agent Annorlunda          | Sverige       | svensk serie                               | 1992      |
| Göingehövdingen           | Danmark       | Gøngehøvdingen                             | 1992      |
| Peter Pan                 | Frankrike     | Peter Pan                                  | 1992      |

1981
- "Flickan från Hederslegionen" ("La demoiselle de la Légion d'honneur", ) av Pierre Christin och Annie Goetzinger
- "Gringon på Ilha Grande" ("Chroniques de l'île grande", ) av Gérard Lauzier
- "Den ödesdigra resan" ("Adieu Brindavoine" och "La Fleur au fusil", ) av Jacques Tardi
- "Ishavets demon" ("Le démon des glaces", ) av Jacques Tardi

1982
- "Nina - En serie om kärlek" () av Magnus Knutsson och Carina Hellström-Norrman
- "Sexrevolutionärerna" ("Les Sextraordinaires aventures de Zizi et Peterpanpan", ) av Gérard Lauzier

1983
- "Blinka lilla stjärna" ("Life on another planet", ) av Will Eisner
- "Den längsta färden" ("Le Grand Passage", ) av Jéronaton
- "Ynglingen som ville lära sig rysa" () av Ola Ambjörnsson

1984
- "Nu är det jul igen", antologi med serier av Peyo, Maurice Tillieux, Jean-Claude Fournier, Raoul Cauvin m.fl.

1985
- "Drömeken" ("Le chêne du rêveur", ) av Jean-François Benoist och Arno
- "Farliga frestelser" ("Vacanze fatali", ) av Vittorio Giardino
- "Flykten genom Ryssland" () av Olov Svedelid och Ola Rehnberg
- "Jakten" ("Partie de chasse", ) av Pierre Christin och Enki Bilal
- "På egna spår" ("La voyageuse de petite ceinture", ) av Pierre Christin och Annie Goetzinger
- "Råttans flykt" ("La Course du rat", ) av Gérard Lauzier
- "Den svarta stenen" () av Ola Ambjörnsson

1986
- "Skenet bedrar" ("Trompeuse Apparence", ) av Milo Manara
- "Lille Gnom" () av Sören Axén

1988
- "Nils Holgersson flyger igen" () av Björn Meidal och Leif Zetterling

1989
- "Batman: År ett" ("Batman: Year One", ) av Frank Miller och David Mazzucchelli
- "Kämpa för rättvisa" () av Magnus Knutsson och Ulf Jansson
- "Mannen som trotsade ödet" ("L'homme qui croyait à la Californie", ) av Christian Godard och Derib

1990
- "Efter muren", antologi med serier av Enki Bilal, Måns Gahrton, Neil Gaiman, Cecilia Torudd, Milo Manara, Moebius, Jacques Tardi m.fl.
- "Grundbulten" () av Kennet Ahl och Peter Petersen
- "Resan till Tumlum" ("Viaggio a Tulum", ) av Federico Fellini och Milo Manara
- Stålmannen i Stockholm ("Superman – a tale of five cities", ) av Niels Søndergaard och Teddy Kristiansen
- "Vägen till Topilien" () av Magnus Knutsson och Charlie Norrman

1991
- "Neanderdalen" () av Sonja Hulth och Ola Ambjörnsson

1992
- "Boken om Bovil" () av Bovil och Björn Vilson

### Bonnier Carlsen (1993–1999)
1993 gick Carlsen/if och Bonniers Juniorförlag samman och bildade Bonnier Carlsen Bokförlag. Etiketten "Carlsen Comics" bibehölls även denna gång.
| Titel           | Land    | Originaltitel     | Premiärår |
| --------------- | ------- | ----------------- | --------- |
| Eva & Adam      | Sverige | svensk serie      | 1993      |
| Gustaf Vasa     | Sverige | svensk serie      | 1993      |
| Jönssonligan    | Sverige | svensk serie      | 1993      |
| Berts dagbok    | Sverige | svensk serie      | 1994      |
| Mumin           | Sverige | svensk serie      | 1994      |
| Det röda spåret | Schweiz | Red Road          | 1994      |
| Bone            | USA     | Bone              | 1995      |
| Kalle & Hobbe   | USA     | Calvin and Hobbes | 1995      |
| Dilbert         | USA     | Dilbert           | 1999      |

1993
- "Comics - Den nya stora serieboken", antologi med serier av Carl Barks, Al Capp, André Franquin, Hergé, Charles M. Schulz, Mort Walker med flera.
- "Den första kärleken", antologi med serier av Sussi Bech, Jan Lööf, Peter Madsen, Cecilia Torudd m.fl.

1995
- "Cyrano de Bergerac" () av Jesper Högström och Per Gustafsson
- "Människosonen" ("Menneskesønnen", ) av Peter Madsen
- "Den sanna berättelsen om jultomten" ("L. Frank Baum's The life and adventures of Santa Claus", ) av Mike Ploog

1997
- "Vildmannen och andra historier" () av Ola Ambjörnsson

### 2000-talet (2000-2013)
Under 2000-talet har Carlsen Comics framför allt kommit att fokusera på manga-serier. 00-talets mangavåg förefaller dock ha avstannat; ingen ny serie har påbörjats sedan 2009, och 2013 avslutades den sista ännu pågående serien:  One Piece.
| Titel                       | Land    | Originaltitel                      | Premiärår |
| --------------------------- | ------- | ---------------------------------- | --------- |
| Dragon Ball                 | Japan   | ドラゴンボール                     | 2000      |
| Morrgan och Klös            | USA     | Mutts                              | 2000      |
| Robotman                    | USA     | Robotman                           | 2000      |
| De tre vännerna och Jerry   | Sverige | svensk serie                       | 2000      |
| Vimmelgrind                 | Sverige | svensk serie                       | 2000      |
| Baby Blues                  | USA     | Baby Blues                         | 2001      |
| D.N. Angel                  | Japan   | ディー・エヌ・エンジェル           | 2003      |
| One Piece                   | Japan   | ワンピース                         | 2003      |
| Love Hina                   | Japan   | ラブひな                           | 2004      |
| Nemi                        | Norge   | Nemi                               | 2004      |
| Neon Genesis Evangelion     | Japan   | 新世紀エヴァンゲリオン             | 2004      |
| Tokyo Mew Mew               | Japan   | 東京ミュウミュウ                   | 2004      |
| Yu-Gi-Oh!                   | Japan   | 遊戯王                             | 2004      |
| Astro Boy                   | Japan   | 鉄腕アトム                         | 2005      |
| Chobits                     | Japan   | ちょびっツ                         | 2005      |
| Dragon Ball Z               | Japan   | ドラゴンボールZ(ゼット             | 2005      |
| Power!!                     | Japan   | POWER!!                            | 2005      |
| Stall Norrsken              | Sverige | svensk serie                       | 2005      |
| Tokyo Mew Mew á la Mode     | Japan   | 東京ミュウミュウ                   | 2005      |
| Emma                        | Japan   | エマ                               | 2006      |
| .Hack                       | Japan   | .hack//黃昏的腕輪傳說              | 2006      |
| ×××HOLiC                    | Japan   | ×××ホリック                        | 2006      |
| Keroro - grodan från rymden | Japan   | ケロロ軍曹                         | 2006      |
| Magic Knight Rayearth       | Japan   | 魔法騎士[マジックナイト]レイアース | 2006      |
| Naruto                      | Japan   | ナルト                             | 2006      |
| Sugar Sugar Rune            | Japan   | シュガシュガルーン                 | 2006      |
| Full Metal Alchemist        | Japan   | 鋼の錬金術師                       | 2007      |
| Shaman King                 | Japan   | シャーマンキング                   | 2007      |
| Bleach                      | Japan   | ブリーチ                           | 2008      |
| Godchild                    | Japan   | 伯爵カインシリーズ                 | 2008      |
| Grimms manga                | Japan   | グリム                             | 2008      |
| Wolf's Rain                 | Japan   | ウルフズレイン                     | 2008      |
| Skip Beat!                  | Japan   | スキップ・ビート!                  | 2009      |

2000
- "24 minuter från T-centralen" () av Tomas Zackarias Westberg och Jojo Falk
- "Amore" () av Hans Lindström
- "För fin för denna världen" () av Daniel Ahlgren
- "Prat" () av Susanne Fredelius

2002
- "Den andra staden" () av Jonas Jansson
- "Mona i rymdåldern" () av Filippa Widlund

2004
- "Kajika" (カジカ, ) av Akira Toriyama

2005
- "Sand Land" (サンドランド, ) av Akira Toriyama

2007
- "Shirley" (シャーリー, ) av Kaoru Mori

2009
- "Mitt extra liv" () av Johan Unenge

2011
- "Samlade pinsamheter" () av Måns Gahrton och Johan Unenge